# Alexander Djerin
Alexander Djerin – łotewski zbrodniarz nazistowski, członek załogi niemieckiego obozu koncentracyjnego Dachau i SS-Scharführer.
Członek Waffen-SS. Służbę w kompleksie obozowym Dachau pełnił od listopada 1943. Początkowo (do kwietnia 1944, a następnie od listopada 1944 do lutego 1945) był dowódcą plutonu wartowniczego w obozie głównym. Następnie od lutego 1945 do maja 1945 był zastępcą komendanta i dowódcą plutonu wartowniczego w podobozie München AGFA. Kierował ewakuacją podobozu pod koniec kwietnia 1945.
W procesie członków załogi Dachau (US vs. Ludwig Carl i inni), który miał miejsce w dniach 3–4 stycznia 1947 przed amerykańskim Trybunałem Wojskowym w Dachau skazany został na 6 lat pozbawienia wolności za udział w zbrodniach popełnionych podczas marszu śmierci z obozu.